# Geosaurini
De Geosaurini zijn een stam, een uitgestorven subclade van de familie Metriorhynchidae en de onderfamilie Geosaurinae. Het waren grote tot zeer grote carnivore, langsnavelige, bijna uitsluitend mariene krokodilachtigen die tot zeven meter lang konden worden (Plesiosuchus).
Deze stam werd in 2011 door Andrea Cau en Frederico Fanti gedefinieerd als de meest omvattende groepering van Geosaurus giganteus en Dakosaurus maximus.
Ze leefden van het Midden-Jura (Midden-Callovien) tot het begin van het Vroeg-Krijt (Vroeg-Berriasien), ongeveer tussen 165 en 145 miljoen jaar geleden) in Europa en Latijns-Amerika.

## Beschrijving
Deze grote metriorhynchiden, drie tot zeven meter lang, hebben een relatief korte en resistente rostrum, die een vrij klein aantal tanden draagt, minder dan vijftien per bovenkaak of tand. Deze tanden zijn echter verticaal geïmplanteerd, ze zijn gestroomlijnd en gekarteld om het afschuivingseffect van deze mariene carnivoren die toproofdieren waren, te maximaliseren.

## Geslachten
- Geosaurus, het typegeslacht, leefde van het Laat-Jura (Laat-Kimmeridgien) tot het Vroeg-Krijt (Vroeg-Hauterivien) in West-Europa (Frankrijk en Duitsland) . Het werd beschreven in 1824 door Georges Cuvier
- Plesiosuchus, de grootste van de Geosaurini, die leefde in het late Laat-Jura (Tithonien), in wat nu Engeland is. Het werd beschreven in 1844 door Richard Owen
- Dakosaurus, die leefde van het Laat-Jura (Laat-Kimmeridgien ) tot het vroeg Vroeg-Krijt (Vroeg-Berriasien) in Europa en Latijns-Amerika. Het werd benoemd in 1856 door Quenstedt
- Torvoneuste, De fossielen, die dateren uit het Laat-Jura (Kimmeridgien), zijn gevonden in Europa (Wiltshire, Engeland) en Latijns-Amerika (Oaxaca, Mexico). Het is benoemd in 2010 door Andrade en zijn collega's
- Ieldraan, uit het Midden-Jura (Callovien) van Engeland, beschreven in 2017 door Davide Foffa, Mark T. Young en collega's. Het is de oudste van de Geosaurini